# Sörfors, Sundsvalls kommun
Sörfors är en bebyggelse i Attmars socken i Sundsvalls kommun, Västernorrlands län. Här slutar länsväg 544 från Vattjom. Området avgränsades före 2015 till en småort. Från 2015 räknas området som en del av tätorten Lucksta.

## Sörfors bruk
I Sörfors anlades 1767 ett bruk av Galtströms brukspatron J Samaraeus. Bruket hade framförallt en järnproduktion som även utfördes av bruket i Långskog, och sedermera även Gryttjen, båda belägna söder om Sörfors, under begreppet Sörforsverken. 1895 ombildades järrnbruksverksamheten till trä- och pappersmassaproduktion. Brukets verksamhet är sedan länge avvecklat. 